# Antocha biarmata
Antocha biarmata là một loài ruồi trong họ Limoniidae. Chúng phân bố ở miền Tân bắc.